# Adriane Radtke
Adriane Radtke (verheiratete Adriane Lennartz; * 18. März 1983) ist eine ehemalige deutsche Fußballspielerin.

## Karriere
Radtke begann fünfjährig beim SV Lohhof, einem Mehrspartenverein aus Unterschleißheim im oberbayerischen Landkreis München, mit dem Fußballspielen. Zwölfjährig wechselte sie nach Oberschleißheim zum FC Phönix Schleißheim, für den sie fünf Spielzeiten lang aktiv war, bevor sie ihre letzte Saison im Jugendalter beim FFC Wacker München bestritt. 2001 wurde sie vom FC Bayern München verpflichtet, für den sie bis Saisonende 2002/03 acht Bundesligaspiele bestritt. In ihrer ersten Saison, in der sie fünf Punktspiele bestritt, debütierte sie am 14. Oktober 2001 (7. Spieltag) beim 1:1-Unentschieden im Heimspiel gegen den FSV Frankfurt. Ihr letztes Bundesligaspiel für die Bayern bestritt sie am 20. Oktober 2002 (2. Spieltag; nachgeholt) bei der 0:1-Niederlage im Auswärtsspiel gegen den FFC Heike Rheine.
Mit einem Stipendium studierte sie in Stillwater an der hiesigen Oklahoma State University und war zugleich vier Jahre lang für das Frauenfußballteam der Oklahoma State Cowgirls aktiv. Die Spielzeit 2007 bestritt sie für die Boston Renegades in der zweithöchsten US-Spielklasse.
Im Januar 2009 nach Deutschland zurückgekehrt, schloss sie sich dem Zweitligaaufsteiger FC Bayern München II an, für den sie in der Saison 2009/10 20 von 22 Punktspielen und in der Folgesaison 13 Punktspiele bestritt. Mit Abschluss der Hinrunde 2010/11 setzte sie ihre aktive Fußballerkarriere vorerst aus. In der Saison 2013/14 war sie für den SC Amicitia München in der Bezirksliga, in der Saison 2016/17 mit einem Spiel in der Bezirksoberliga aktiv.
In der Winterpause der Saison 2016/17 wechselte sie zu Alemannia Aachen in die Regionalliga West, in der sie am 5. März 2017 (15. Spieltag) beim 2:1-Sieg im Auswärtsspiel gegen Bayer 04 Leverkusen II debütierte. Ihr erstes Punktspieltor erzielte sie am 19. März 2017 (17. Spieltag) beim 3:2-Sieg im Auswärtsspiel gegen Borussia Bocholt mit dem Treffer zum 1:0 in der 18. Minute. Ihr letztes Punktspiel am 6. Mai 2018 (25. Spieltag) krönte sie beim 4:1-Sieg im Heimspiel gegen den GSV Moers mit dem Tor zum 1:1 in der 57. Minute. Eine Woche später, mit Ablauf der Saison, beendete sie auch ihre aktive Fußballerkarriere als Siebtplatzierter.

## Erfolge
Bayern München
- Aufstieg in die Regionalliga Süd 2002